# Lignières-en-Vimeu
Lignières-en-Vimeu é uma comuna francesa na região administrativa de Altos da França, no departamento de Somme. Estende-se por uma área de 3,29 km². Em 2010 a comuna tinha 114 habitantes (densidade: 34,7 hab./km²).